# Seznam francoskih letalskih asov druge svetovne vojne
Seznam francoskih letalskih asov druge svetovne vojne je urejen po številu letalskih zmag.

## Seznam
- Pierre H. Closterman -                 26
- Marcel Albert -                        23
- Jean Demozay -                         21
- Edmond Marin la Meslee -               20
- Pierre LeGoan -                        20
- Roland de la Poype -                   17
- Jacques Andre -                        16
- Louis Delfino -                        16
- Michel Dorance -                       16
- Roger Sauvage -                        16
- Jean Accart -                          15
- Edmond Le Nigen -                      12
- Abel Guides -                          10
- Francois Morel -                       10
- Jeremie Bressieux -                    8
- Roger Duval -                          8
- William Laboussiere -                  8
- Reginald Sinclair -                    8
- Roger Teillet -                        7
- Robert Thollon -                       7
- Germain Couteaud -                     6
- Andre Deniau -                         6
- Georges Garde -                        5
- Regis Guieu -                          5
- Rene Panhard -                       5